# Grenoble
Grenoble je šesnaesti po veličini grad u Francuskoj, Grenoble se nalazi u povijesnoj regiji Dauphiné, u pokrajini Rona-Alpe, te je upravno središte departmana Isère. Sam grad ima oko 156.800 stanovnika, a šire gradsko područje oko 427.600 stanovnika.
Grenoble je grad smješten u kotlini na francuskom alpskom 213 metara nadmorske visine, a okružen planinama. Poznat je kao glavni grad Alpa.
Godine 1968., Grenoble je bio domaćin X. Zimskih olimpijskih igara.    
Grenoble je renomirani sveučilišni centar s 60.000 studenata. Grad ima četiri međunarodna istraživačka centra i je ujedno i najveći centar za nanotehnološka istraživanja u Europi.

## Obrazovanje
- Grenoble École de Management
- Université Grenoble-Alpes

## Šport
- Nogometni klub Grenoble Foot 38

|  | Portal Francuske – Pristup člancima s tematikom o Francuskoj. |